# ゴールウェイ県
ゴールウェイ県（愛: Contae na Gaillimhe、英: County Galway）は、アイルランドの西海岸に位置する県。コノート地方にあり、県都をゴールウェイに置く。コーク県に次いで大きな県である。
県の西部にはアイルランド語が日常的に話されている幾つかのゲールタハトがある。県域内にはまた、アラン諸島やコネマラ山地などの著名な場所がある。
この県にはコリブ湖（アイルランド最大の湖）、トゥエルヴ・ベンズ（ナ・バナ・ビオラ）連山、モームターク山地、スリーヴ・オーティ（シュリアヴ・エヘティ）山地などがある。

## ゴールウェイ県の町村
- アードラハン（Ardrahan）、アトンライ（Athenry）、オーリム（Aughrim）
- バリナスロー（Ballinasloe）、バリーコニーリー（Ballyconneely、バリーガー（Ballygar）、バリーモー（Ballymoe）、バリーナヒンチ（Ballynahinch）、バーナ（Barna）、ビーラダンガン（Bealadangan）
- キャマス（Camus）、キャラロー（Carraroe）、キャローキール（Carrowkeel、クレアゴールウェイ（Claregalway）、クレアリンブリッジ（Clarinbridge）、クレガン（Cleggan）、クリフデン（Clifden）、クロンバー（Clonbur）、コロフィン（Corofin）、カスラ（Casla）、クローウェル（Craughwell）
- ダンモア（Dunmore）
- ゴールウェイ（Galway）、グレンナマディー（Glenamaddy）、ゴート（Gort）
- ヘッドフォード（Headford）、ホリーグローヴ（Hollygrove）
- インヴァラン（Inveran）
- キルコネル（Kilconnell、キルキーラン（Kilkieran）、キルローナン（Kilronan）、キンヴァラ（Kinvara）
- ロレンスタウン（Laurencetown）、リーノーンLeenaun）、レターキャロウ（Lettercallow）、レターフラック（Letterfrack）、レターモア（Lettermore）、ロッホリー（Loughrea）
- マアムクロス（Maam cross、モーム（Maum）、モニヴィア（Monivea）、モイカレン（Moycullen）、マッキャナイダードーホーリア（Muckanaghederdauhaulia）
- オーランモア（Oranmore）、オウタラード（Oughterard）
- ポータムナ（Portumna）
- レセス（Recess）、ロスマック（Rosmuck）、 ロッサヴィール（Rossaveal）, ラウンドストーン（Roundstone）
- スピッダル（Spiddal）
- チュアム（Tuam）、ターロッホモア（Turloughmore）
- ウッドフォード（Woodford）